# Tadeusz Kowalczyk (Politiker, 1952)
Tadeusz Kowalczyk (* 3. Juni 1952 in Krogulcza Sucha; † 19. Juli 1997) war ein polnischer Politiker (PC). Er war von 1991 bis zu seinem Tode Abgeordneter des Sejm in der I. und II. Wahlperiode.

## Leben und Beruf
Tadeusz Kowalczyk schloss sein Studium schloss ein Studium an der Maria-Curie-Skłodowska-Universität in Lublin ab. Er arbeitete in einem Designunternehmen und führte ab 1990 sein eigenes Unternehmen. Er starb bei einem Verkehrsunfall.

## Politik
Kowalczyk gehörte ab 1980 der unabhängigen Gewerkschaft Solidarność an. Er gehörte 1990 zu den Mitbegründern der Porozumienie Centrum (PC) und  war deren Vorsitzender in der Woiwodschaft Radom. Bei der ersten vollständig freien Sejmwahl 1991 wurde er für die PC gewählt. Während der laufenden Wahlperiode verließ er die PC und war bis zum Ende der Wahlperiode fraktionslos. Bei der Parlamentswahl 1993 kandidierte er für den Bezpartyjny Blok Wspierania Reform und wurde erneut in den Sejm gewählt. Er war Mitglied der Partia Republikanie und ab 1996 der Nowa Polska, deren Sejm-Gruppe er vorstand und die sich am Wahlbündnis Akcja Wyborcza Solidarność beteiligte.